# Rudtjärnen (Offerdals socken, Jämtland)
Rudtjärnen är en sjö i Krokoms kommun i Jämtland och ingår i Indalsälvens huvudavrinningsområde.